# Lubin
 Ikke at forveksle med Lublin.
Lubin (udtale: [ˈlubin]  ( hør); tysk: Lüben, schlesisk: Lubin)  er en by i den nordlige  centrale del af  Voivodskabet Nedre Schlesien i det sydvestlige Polen.  Rzeszów  har 70.016(2021) indbyggere og et areal på  40,77 km².  Den er administrationsby i   powiatet (amt) Lubin.

## Geografi
Lubin ligger ved floden Zimnica, der er en biflod til Oder, i den historiske region Nedre Schlesienn, omkring 71 km nordvest for Wrocław og 20 km nord for Legnica.
Byen er en af de store industribyer i Nedre Schlesien, med hovedkvarter for det tredjestørste polske selskab, mineselskabet KGHM Polska Miedź.

## Historie
Området Lubin ligger midt mellem de vigtigste bosættelser af to vestslaviske Ślężaner (no)stammer, Dziadoszanie og Trzebowianie, hvis lande begge blev underkuet af kong Mieszko 1. af Polen omkring 990. Det er uklart, hvilken af de to stammer, hvis en af dem, grundlagde byen. En legende siger, at byen får sit navn fra Luba, en ung mand, der er krediteret for at have dræbt en kæmpe bjørn, der havde skræmt indbyggerne. En pavelig bulle dateret til omkring 1155 omtaler Lubin som en af 13 schlesiske kastellaner.

## Galleri
- Gotisk tårn (Baszta Głogowska)
- Gotisk Vor Frue af Częstochowa kirke, 1400-tallet
- Tympanon i slotskapellet ca. 1349
- Cuprum Arena Indkøbscenter
- Kirken af det hellige hjerte
- Jomfru Marias fødselskirke
- Gammel vagtbygning
- Postkontor
- Teknisk skole
- Bryllupspalads